# Regi Andrej Tarkovskij
Pour plus de détails, voir Fiche technique et Distribution.
Regi Andrej Tarkovskij (en français : Mise en scène : Andrei Tarkovski) est un film documentaire suédois écrit et réalisé par Michal Leszczylowski et sorti en 1988. 
Le film documente la réalisation du Sacrifice d'Andreï Tarkovski.

## Synopsis
Le photographe et caméraman  Arne Carlsson (sv) a enregistré une cinquantaine d'heures d'images des coulisses du Sacrifice (Offret), le dernier film d'Andreï Tarkovski. Michal Leszczylowski a utilisé ce matériel et ajouté des scènes d'entrevues précédentes et des déclarations intéressantes à propos du scénario du Sacrifice et du livre de Tarkovski Le Temps scellé. Le résultat est un documentaire qui montre la façon dont Tarkovski a travaillé en construisant soigneusement chaque scène et qui présente sa vision du film. Une séquence dévoile la grande déception et l'émotion de Tarkovski en tant qu'être humain lorsque la caméra se brise lors du tournage de la maison en flammes.

## Fiche technique
- Titre original : Regi Andrej Tarkovskij
- Réalisation : Michal Leszczylowski
- Scénario : Michal Leszczylowski
- Photographie : Arne Carlsson (sv)
- Montage : Michal Leszczylowski, Lasse Summanen
- Pays de production : Suède
- Langue originale : suédois
- Format : couleur
- Genre : documentaire
- Durée : 102 minutes
- Dates de sortie :
  - France : 21 mai 1988 (Festival de Cannes)

## Distribution
- Brian Cox : narrateur de voix hors champ
- Susan Fleetwood : elle-même
- Erland Josephson : narrateur
- Sven Nykvist : lui-même
- Larissa Tarkovskaïa : elle-même
- Andreï Tarkovski : lui-même